# Ontwapening

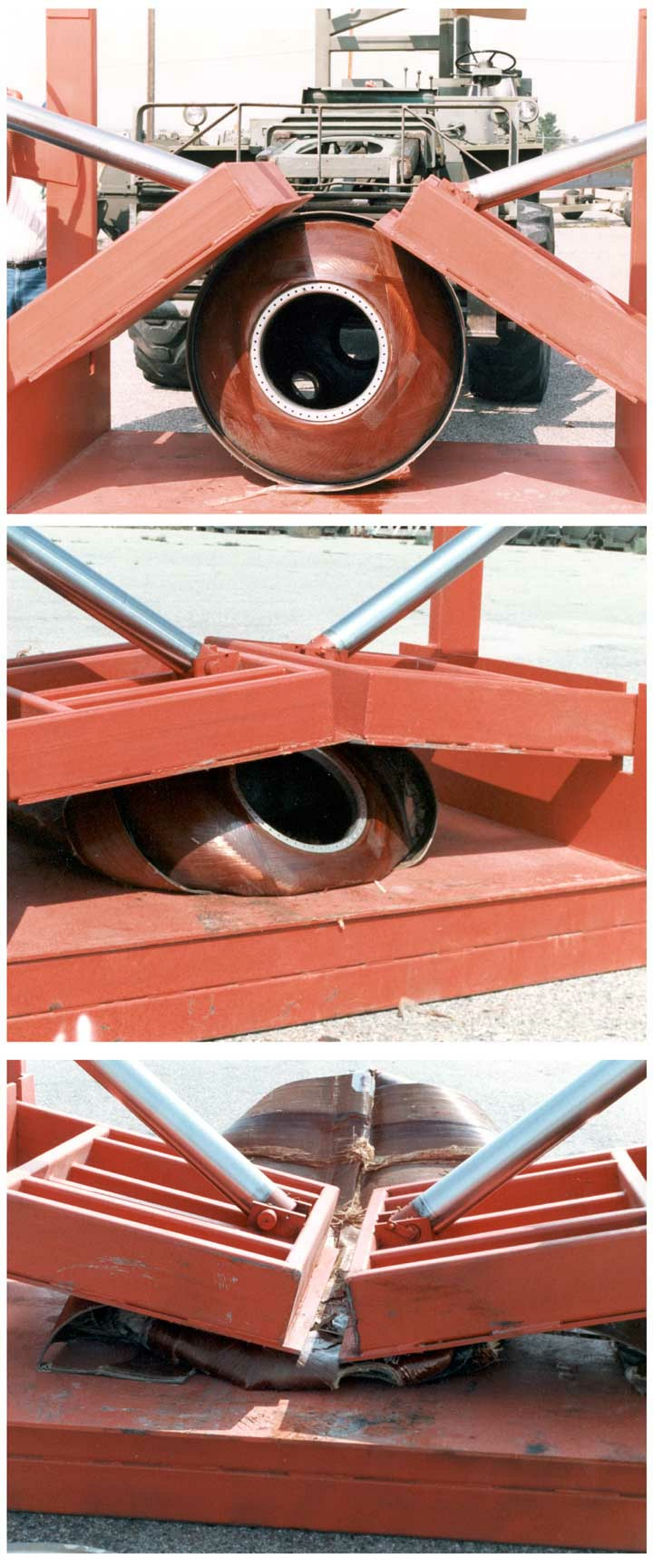
Vernietiging van een Pershing raket

Ontwapening is het verwijderen, beperken of afschaffen van wapens. Het komt in twee betekenissen voor:
1. Een ontwapening van een individueel persoon
2. De ontwapening van een geheel land, al dan niet beperkt tot specifieke wapens. Vaak wordt hiermee de afschaffing van massavernietigingswapens bedoeld, de zogenaamde kernwapenontmanteling.

## Verdragen en conferenties
De internationale gemeenschap vindt ontwapening soms van belang. De beschikbaarheid van wapens maakt de drempel naar een oorlog immers lager. Daarom zijn er tussen landen verschillende verdragen gesloten om ontwapening vorm te geven. Hieronder een lijst daarvan. Een aparte categorie vormen de wapens die op zee gebruikt worden.
- 1868: Verklaring van Sint-Petersburg (tegen kleine explosieven)
- 1899 en 1907: Vredesconferentie van Den Haag
- 1925: Protocol van Genève (tegen chemische en biologische wapens)
- 1932–1934: World Disarmament Conference
- 1947: United Nations Commission on Conventional Armaments (opgeheven in 1952)
- 1960: Ten Nation Disarmament Committee
- 1962–1968: Eighteen Nation Disarmament Committee
- 1968: Non-proliferatieverdrag (voor beperking van bezit van kernwapens)
- 1969–1978: Conference of the Committee on Disarmament
- 1972: Verdrag biologische wapens
- 1979 – heden: Conference on Disarmament
- 1993: Verdrag chemische wapens
- 1996: Kernstopverdrag (CTBT) (tegen proefexplosies van kernwapens)
- 1997: Ottawa-conventie (tegen landmijnen)
- 2012–heden: Verdrag inzake de wapenhandel

Maritiem
- 1908–1909: London Naval Conference
- 1921–1922: Washington Naval Conference leidde tot Verdrag van Washington
- 1927: Geneva Naval Conference
- 1930: London Naval Conference leidde tot Verdrag van Londen
- 1935: London Naval Conference leidde tot Second London Naval Treaty